# بانديوجو فاديجا
بانديوجو فاديجا (من مواليد 15 يناير 2001) هو لاعب كرة قدم فرنسي محترف يلعب كلاعب وسط في نادي باريس سان جيرمان الفرنسي. 

## مسيرته الكروية
وقع فاديجا، وهو خريج أكاديمية شباب باريس سان جيرمان، أول عقد احترافي له في 29 يناير 2019.  ظهر لأول مرة كمحترف في 16 سبتمبر 2020 في فوز فريقه 1-0 في الدوري ضد ميتز. 

## حياته الشخصية
ولد فاديجا في فرنسا من أصول مالية. 